# Francisco Riaño y Gamboa
 Francisco Riaño y Gamboa  fue un militar español que ejerció Gobernador y Capitán General de Cuba entre 1634 y 1639. Fue Caballero de la Orden de Santiago.

## Biografía
Francisco Riaño y Gamboa nació en Burgos, en Castilla y León (España),  entre finales del siglo XVI y principios del siglo XVII. En su juventud, en 1612, se unió al Ejército Español, participando inicialmente en las galeras de Sicilia. Al año siguiente se incorporó a la campaña de Flandes, donde permaneció diez años. En esta campaña fue herido y secuestrado por el ejército inglés, logrando liberarse por sí mismo.  En su carrera militar fue ascendido a Maestre de Campo. En 1623 fue propuesto como gobernador de la entonces provincia española de Florida. Más tarde, el 24 de mayo de 1634, fue nombrado gobernador y Capitán General de Cuba, donde llegó el 23 de octubre de ese año, tras sufrir una tempestad que hundió el barco en el cual navegaba, siendo Gamboa el único superviviente del hundimiento. Durante su administración, prestó especial atención a la Real Hacienda, a las que trató de reformar y reorganizar. Riaño destituyó de sus puestos, humilló y encarceló a los oficiales reales de la Hacienda. Si bien, también ejecutó denuncias contra las arbitrariedades y abusos de los miembros del Cabildo de La Habana.
En enero de 1637, el alférez Agustín Pérez de Vera fue asesinado cuando trataba de cobrar los impuestos del municipio Sancti Spíritus (Cuba). Así, Riaño envió tropas desde La Habana para buscar y encarcelar a los asesinos, pero no tuvo éxito en la detención.  
Sin embargo, Riaño fue objeto de siete acusaciones diferentes: desabastecer la ciudad de La Habana de pan y vino, mientras permitía que los regatones vendieran sus productos a precios caros, no promover las necesarias reparaciones de los caminos y de los puentes de Cuba,  imponer un impuesto de 100 reales por cada esclavo que fuera exportado desde Cuba, encarcelar a los oficiales reales durante 22 meses, obtener dádivas de los carniceros, no pagar los haberes a los soldados en efectivo (solo les pagaba en materiales tales como ropa) y no ceder las fianzas que habían sido dispuestas cuando él ocupó el gobierno habanero. 
Fue destituido del cargo gubernativo en 1639, siendo sustituido por Álvaro de Luna y Sarmiento. El siguiente gobernador lo vio culpable realmente de solo tres de esas acusaciones: El mal abastecimiento de La Habana, aceptar regalos y no pagar a la guarnición presente en La Habana, por lo que fue sancionado a pagar 460 ducados. Además, había relegado a los civiles a un segundo término y participado en actividades corruptas dentro del ámbito de los negocios, en las que se ocupó junto a oficiales reales y miembros del Cabildo habanero.